# Nico de Bruijn
Klaas Bastiaan (Nico) de Bruijn (Rotterdam, 17 juli 1934 – aldaar, 13 mei 2022) was een Nederlands voetballer die als aanvaller voor Feijenoord speelde. 

## Loopbaan
De Bruijn werd op 28 mei 1947 lid van R.V. & A.V. Feijenoord en debuteerde in 1952 in het eerste team van Feijenoord. Hij speelde tot medio 1958 in totaal 56 competitiewedstrijden waarin hij 23 doelpunten maakte. De Bruijn maakte de overgang van amateur- naar profvoetbal mee en was zelf de laatste jaren semi-amateur. Hij scoorde op 26 juni 1955 tegen Alkmaar '54 het enige doelpunt (0-1) wat belangrijk voor Feijenoord bleek omdat daarmee de zevende plaats bereikt werd die de club bij de herstructurering van het betaald voetbal een plaats op het hoogste niveau garandeerde. In 1958 ging hij voor NOAD spelen. Hij kwam ook uit voor het Nederlands militair voetbalelftal. In 1963 stopte hij met voetballen en werd vrijwilliger bij SC Feyenoord. De Bruijn was onder meer jeugdleider en scheidsrechter. Ook was hij trainer in het Zuid-Hollandse amateurvoetbal. Hij was bijna zeventig jaar lid van Feyenoord toen hij in mei 2022 op 87-jarige leeftijd overleed.